# Arctic Gateway Group
Arctic Gateway Group LP est un partenariat public-privé formé pour détenir et exploiter le chemin de fer de la Baie d'Hudson et le port de Churchill. La part publique de cinquante pour cent du partenariat est représentée par Missinippi Rail LP, un consortium de Premières Nations du nord du Manitoba et de gouvernements locaux, la part privée étant partagée entre Fairfax Financial Holdings de Toronto et AGT Food and Ingredients de Regina.

## Historique
Au mois de mai 2018, les négociations pour le rachat du port de Churchill et du chemin de fer de la Baie d'Hudson aboutissent à un accord de principe avec la société OmniTrax propriétaire de ces infrastructures. Le rachat est finalisé en septembre 2018 avec l'Arctic Gateway Group, issu d'un partenariat public-privé entre Missinippi Rail Limited Partnership (consortium de Premières Nations et de gouvernements locaux) et les entreprises privées Fairfax Financial Holdings et AGT Food and Ingredients,.